# Blapsilon elongatum
Blapsilon elongatum là một loài bọ cánh cứng trong họ Cerambycidae.